# Coiro (Cangas de Morrazo)
Coiro (llamada oficialmente San Salvador de Coiro) es una parroquia del municipio español de Cangas de Morrazo, en la provincia de Pontevedra, Galicia.

## Toponimia
La parroquia también es conocida por el nombre de San Salvador de Afuera P. de Coiro.

## Geografía
Aunque en lo fundamental y en lo social Coiro es una parroquia interior, en su costa se sitúa la playa del municipio más transitada, por estar junto al caso urbano, la playa de Rodeira, que se complementa con las más pequeñas y desconocidas playas de los Alemanes y del Canaval. Coiro está situada en el extremo este del territorio municipal, en el límite con Moaña.
Tierra adentro, la parroquia guarda verdaderos rincones naturales; alguno declarado Espacio Natural Protegido, como la Carballeira de Coiro, que es un bosque típico atlántico en donde abunda el roble, carballo en gallego, el aliso y el abedul. Conforma el espacio el río Bouzos, en el cual, como en todos los ríos y arroyos de estas tierras, se situaban numerosos molinos de los que quedan restos más o menos conservados, ya que han venido moliendo hasta fechas relativamente recientes. Alguno, como el llamado de Fausto, ha sido restaurado para mostrar su funcionamiento.

## Historia
En la parroquia de Coiro se desarrollaron importantes familias que formaron parte de la aristocracia rural, como los Mondragón, marqueses de Santa Cruz de Rivadulla. Esto ha hecho que existan numerosos pazos y edificios blasonados. Entre los pazos destacan los de A Retirosa y O Xistro. La iglesia de San Salvador es un monumento interesante en el que destaca lo desproporcionado de su torre barroca.

## Organización territorial
La parroquia está formada por veinticinco entidades de población, constando veinticuatro de ellas en el nomenclátor del Instituto Nacional de Estadística español:
- Agualevada
- A Boubeta
- A Costeira
- A Devesa
- A Parada
- A Pedreira
- A Retirosa
- A Rúa
- As Gruncheiras
- Gondarán
- Miranda
- O Carballal
- O Castrillón
- O Cruceiro
- O Espírito Santo
- O Forte
- O Iglesario (O Igrexario)
- O Outeiro
- O Xistro
- Reboredo
- Romarigo
- Rosada (Rozada)
- Trigás
- Verín
- Xielas (Laxielas)

## Demografía
| Gráfica de evolución demográfica de Coiro entre 2000 y 2023 |
|                                                             |
| Datos según el nomenclátor publicado por el INE.            |